# Pieter van Cuyck (II)
Pieter van Cuyck, de jonge, (Den Haag, 30 september 1720 - aldaar, 28 september 1787) was een Nederlands kunstschilder en geschiedschrijver. Pieter van Cuyck kwam uit een aanzienlijk adellijk geslacht. Zijn vader, Pieter van Cuyck (I) was ook kunstschilder, evenals zijn dochter Carolina Petronella van Cuyck.

## Werk
Tijdens zijn leven tekende Van Cuyck vooral ontwerpen voor gravures, die hij niet zelf vervaardigde. De Lijkstaatsie van Willem IV werd zo door Cuyck getekend, maar de gravures zijn van Jan Punt. Verder schreef hij een verslag van de archeologische opgravingen bij De Waal, op Texel, dat in 1777 werd uitgegeven als Beschryving van eenige oudheden, gevonden in een tumulus, of begraafplaats, op het eiland Texel.
Pieter Van Cuyck is vooral bekend van zijn beschrijvingen van Texel, Wieringen, Vlieland en Terschelling, die in 1789, dus na de dood van de schrijver, in drukvorm verschenen onder de titel Brieven over Texel en de naby-gelegen eilanden. Van Cuyck beschrijft hier niet alleen de geschiedenis van de eilanden, maar gaat (met name bij zijn beschrijving van Texel) ook in op de lokale gebruiken, het dialect, de natuur en de toeristische bezienswaardigheden. Het boek is door de schilder zelf van illustraties voorzien. 

## Receptie
De artistieke waarde van Van Cuycks werk wordt niet als erg groot beschouwd. Het werk van Van Cuyck is dan ook weinig bekend en wordt niet in de toonaangevende musea geëxposeerd. Zijn tekeningen en nauwkeurige beschrijvingen van met name Texel zijn wél van groot belang voor historici, die hierdoor een goed beeld kunnen krijgen van Texel en de omliggende eilanden in de 18e eeuw. Zijn werken Beschryving van eenige oudheden, gevonden in een tumulus, of begraafplaats, op het eiland Texel en Brieven over Texel en de naby-gelegen eilanden zijn in 1969 als facsimile heruitgegeven. 
- Biografisch Portaal: 87336453
- Digitale Bibliotheek voor de Nederlandse Letteren: cuyc003
- Gemeinsame Normdatei: 133582833
- International Standard Name Identifier: 0000 0000 6687 8634
- Library of Congress Control Number: nr93043684
- Nederlandse Thesaurus van Auteursnamen: 069999732
- RKD-Nederlands Instituut voor Kunstgeschiedenis: 19491
- Union List of Artist Names: 500057077
- Virtual International Authority File: 52881748
- WorldCat: E39PBJbxD6qqdwvtGGdFKMk7HC